# 창고 관리 시스템
창고 관리 시스템(Warehouse management system, WMS)은 창고 또는 배송 센터 관리를 지원하고 최적화하도록 설계된 응용 소프트웨어이다. 프로그램은 창고 안 밖의 제품 이동과 보관에 있어서, 시설 운영을 계획, 구분, 지원, 감독, 통제할 수 있게한다.
20세기에는 이러한 기능을 수행하는 소프트웨어를 이론적 시스템과 구별하기 위해 '창고관리정보시스템'(warehouse management information system)이라는 용어가 자주 사용되었다. 일부 소규모 시설에서는 스프레드시트나 펜, 종이와 같은 물리적 미디어를 사용하여 프로세스와 활동을 문서화할 수 있으며 이 역시 WMS로 간주될 수 있다. 그러나 현대에서는 이 용어가 컴퓨터 시스템을 가리키는 경우가 압도적으로 많다.
창고 관리 시스템의 핵심 기능은 재고의 입출고를 기록하는 것이다. 시작점부터 창고 내 재고의 정확한 위치 기록, 사용 가능한 공간 활용 최적화, 효율성 극대화를 위한 작업 조정과 같은 기능이 추가된다.
회사의 WMS를 구축하거나 갱신할 가치가 있는 5가지 요소가 있다. 새로운 WMS를 성공적으로 구현하면 많은 이점을 얻을 수 있으며 결과적으로 회사가 성장하고 충성도 높은 고객을 확보하는 데 도움이 될 것이다. 물류 서비스 제공자뿐만 아니라 고객이 그에 따라 자원과 재고를 계획할 수 있도록 돕는 첫 번째는 실시간 재고 관리이다. 또한, 기업이 시설 내 모든 이동에 대해 제품을 검사/스캔하면 제품의 위치, 재고 관리 및 기타 활동이 명확해지며 재고를 잘못 처리할 가능성이 크게 줄어든다. WMS 시스템의 중요성을 강조하는 세 번째 요소는 더 빠른 제품 배송이다. 이는 경쟁이 치열한 오늘날의 빠르게 변화하는 세계에서 매우 가치가 있다. 고급 WMS 시스템의 이점은 회사가 고객/파트너에게 제품을 보내야 할 때뿐만 아니라 반품을 처리할 때도 나타난다. 회사가 반품된 재고를 모니터링하고 추적할 수 있다면 고객의 반품을 관리하고 처리하는 것이 훨씬 더 쉽고 효율적이 된다. 마지막으로, 성공적인 WMS 구현은 회사가 모든 작업을 원활하게 수행하는 데 도움이 되어 전반적인 고객 만족도가 향상된다.

## 시장
그랜드 뷰 리서치(Grand View Research)의 보고서에 따르면, 글로벌 창고 관리 시스템 시장 규모는 2021년 28억 달러에서 2026년까지 61억 달러로 연평균 복합 성장률 16.7%로 성장할 것으로 예상된다.
웨어하우스 사이언스(Warehouse Science)의 저자는 “미국에만 300개가 넘는 WMS 공급업체가 있다. 대기업이 시장점유율은 20%도 안 된다”고 말했다.

## 추가 문헌
- Fayol Henri, General and Industrial Management, 2013 translated reprint, ISBN 1614274592
- Gattorna, John (2015), Dynamic Supply Chains ISBN 1292016817